# بني سميع
قرية بني سميع هي إحدى القرى التابعة لمركز أبو تيج في محافظة أسيوط في جمهورية مصر العربية. حسب إحصاءات سنة 2006، بلغ إجمالي السكان في بنى سميع 18947 نسمة، منهم 9934 رجل و9013 امرأة.